# Paweł Aibara Sandayū
Paweł Aibara Sandayū (zm. 8 września 1628 r. w Nagasaki w Japonii) – błogosławiony Kościoła katolickiego, japoński tercjarz dominikański, męczennik, ofiara prześladowań antykatolickich w Japonii.

## Życiorys
W Japonii w okresie Edo (XVII w.) doszło do prześladowań chrześcijan.
W lipcu 1627 r. aresztowano misjonarza Bartłomieja Diaz Laurel. Znaleziono przy nim spis intencji mszalnych, który wraz z innymi zdobytymi wówczas przez władze dokumentami, umożliwił aresztowanie wielu chrześcijan. Jeden z uwięzionych, powodowany strachem, poinformował o planach wysłania łodzi po kolejnych misjonarzy do Manili. Ta informacja rozwścieczyła władze i doprowadziła do uwięzienia 15 czerwca 1628 r. misjonarza Dominika Castellet Vinale wraz z goszczącą go w swoim domu tercjarką Łucją Omura i przebywającymi z nimi chrześcijanami, wśród których był również Paweł Aibara Sandayū. Z powodu wiary zostali oni spaleni żywcem razem z grupą chrześcijan w Nagasaki 8 września 1628 r. Przed swoją śmiercią Paweł Aibara Sandayū był świadkiem ścięcia jego dwóch synów Romana i Leona.
Został beatyfikowany w grupie 205 męczenników japońskich przez Piusa IX w dniu 7 lipca 1867 r. (dokument datowany jest 7 maja 1867 r.).
Dniem jego wspomnienia jest 10 września (w grupie 205 męczenników japońskich).